# Trip Tape
Trip Tape è il primo mixtape della band tedesca Milky Chance, pubblicato il 3 novembre 2021. Il mixtape contiene il nuovo singolo Colorado.

## Tracce
1. Colorado – 2:54
2. Tainted Love – 2:59
3. Cold Summer Breeze – 3:04
4. Love Again – 3:18
5. La noche de anoche – 3:18
6. Levitating – 2:16
7. Save Your Tears – 3:03
8. Butterfly (Demo) – 3:03
9. Lights Out (Demo) – 3:54
10. Lately (Demo) – 3:01
11. Addicted (Demo) – 2:45
12. Colorado (Icarus Remix) – 4:33